# Романенко Леонід Васильович
Леонід Васильович Романенко (нар. 26 березня 1924 — ?) — радянський діяч, секретар Ворошиловградського обласного комітету КПУ, 1-й секретар Марківського і Старобільського районних комітетів КПУ Ворошиловградської (Луганської) області.

## Біографія
Освіта вища. Член КПРС з 1958 року.
З січня 1965 до січня 1974 року — 1-й секретар Марківського районного комітету КПУ Ворошиловградської (Луганської) області.
З січня до липня 1974 року — 1-й секретар Старобільського районного комітету КПУ Ворошиловградської (Луганської) області.
22 липня 1974 — 1988 року — секретар Ворошиловградського обласного комітету КПУ з питань сільського господарства.
Потім — на пенсії в місті Луганську. Автор книги «Рідний дім — рідне поле».

## Нагороди та відзнаки
- орден «Знак Пошани»
- ордени
- медалі